# Albert Zürner
Albert Zürner (Amburgo, 30 gennaio 1890 – Amburgo, 13 luglio 1920) è stato un tuffatore tedesco. Ha rappresentato la Germania ai Giochi intermedi di Atene 1906 e ai Giochi olimpici di Londra 1908, dove ha vinto la medaglia d'oro nel concorso del trampolino, e Stoccolma 1912, vincendo la medaglia d'argento nella piattaforma. Morì a causa di un incidente in un tuffo ad Amburgo. Nel 1988 è stato inserito nella International Swimming Hall of Fame come pioniere dei tuffi.

## Palmarès
- Giochi olimpici

Londra 1908: oro nel trampolino
Stoccolma 1912: argento nella piattaforma